# Hira
Hira (en griego, Ιρή) es el nombre de una antigua ciudad griega de Mesenia. 
Se trataba de una de las siete ciudades mesenias que, según narra Homero en la Ilíada, fueron ofrecidas por Agamenón a Aquiles a cambio de que este depusiera su ira.
Estrabón la situaba en una zona montañosa cerca de Megalópolis, en el camino que llevaba a Andania pero dice que había otros que eran de la opinión de que debía identificarse con Mésola.
Hira fue un lugar destacado durante la segunda guerra mesenia. Tras la batalla de la Gran Fosa, los supervivientes mesenios se refugiaron en Hira y resistieron el asedio de los lacedemonios durante once años. El episodio final de la guerra fue la toma de la ciudad de Hira por los lacedemonios, que Pausanias fecha en el año primero de la 28.ª Olimpiada (668 a. C.) Los arcadios acogieron a muchos mesenios de los que se retiraron tras la toma de Hira, mientras los prisioneros mesenios capturados fueron convertidos en ilotas por los lacedemonios, y el resto de mesenios que habitaban en la costa se exiliaron a Cilene, en Élide. Pausanias añade que 297 años después de la toma de Hira, en el año tercero de la 102.ª Olimpiada (370 a. C.), los mesenios volvieron al Peloponeso y recuperaron su territorio.
Pausanias menciona la posibilidad de que la ciudad de Abia antes tuviera el nombre de Ιρή, la ciudad citada por Homero, pero parece distinguir esta Ιρή de la Hira de la que relata su papel en la segunda guerra mesenia. En el monte Tetrazi, situado cerca de Andania y del río Neda, hay unos restos que algunos han identificado con la fortaleza de Hira pero otros autores consideran cualquier  identificación de Hira como problemática.